# Nokia 3210
A Nokia 3210 egy GSM mobiltelefon, amelyet a Nokia 1999. Szeptember 1-jén jelentett be. 2024 májusában a HMD, a Nokia készülékek gyártója a telefon megjelenésének huszonötödik évfordulója alkalmából kiadta új változatát Nokia 3210 4G néven. 
Az élvonalbeli funkciók, például a belső antenna és a T9 szövegbevitel kombinációja biztosította a 3210-es hatalmas kereskedelmi sikerét. A telefon sikerének nagy része a reklámkampánynak is köszönhető, amely elsősorban a fiatalokra irányult. A 3 játék, a cserélhető "Xpress-on" külsők (mint az előző Nokia 5110-esnél), a belső antenna, a testreszabható csengőhangok és a versenyképes árak felvétele miatt a kézibeszélő nagy népszerűsége volt a 15–25 évesek körében. Vékonyabb, mint a korábbi Nokia modellek. 160 millió darabot értékesítették, a 3210 a történelem egyik legnépszerűbb és legsikeresebb telefonja. A Nokia 3210 az egyik legjelentősebb készülék, amelyet valaha fejlesztett a Nokia.

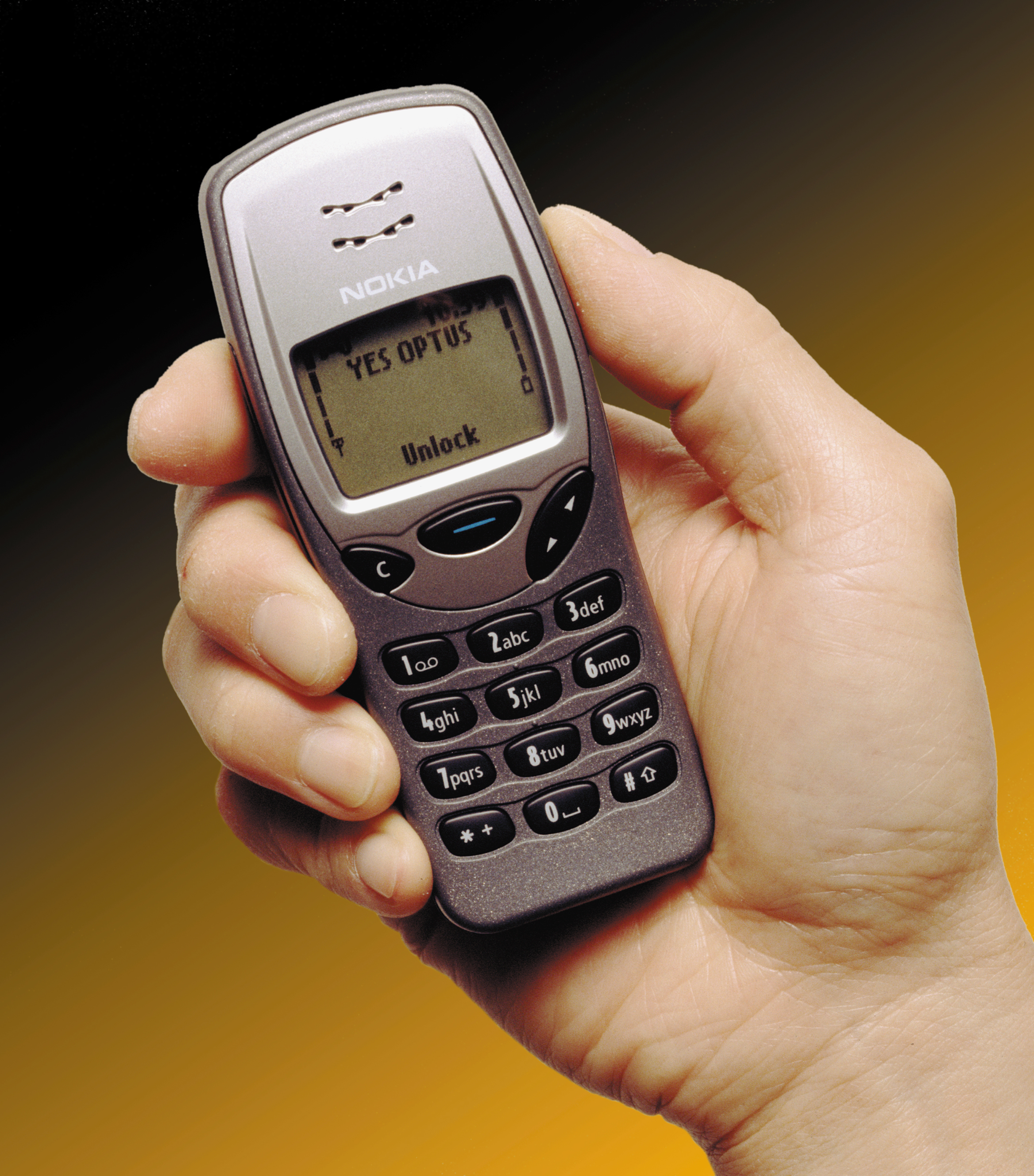
Nokia 3210 fekete billentyűzettel

## Kialakítás
A Nokia 3210 teljes tömege 151 g. A kézibeszélő hossza 123,8 × 50,5 × 22,5 mm, és testreszabható külsőket tartalmaz, amelyeket felpattinthatunk. Ez volt az első tömegpiaci telefon belső antennával, miután a Nokia 1998-ban bevezette a Nokia 8810-es luxus telefont. A 3210-et Alastair Curtis tervezte a Nokia Los Angeles Design Center-ben. A fejlesztést Frank Nuovo vezette , aki 1996-ban tervezte meg az elegáns és kanyargós Nokia 8110-et. A csapat egy "kifejező" és személyre szabható kézibeszélőt szeretett volna létrehozni a szokásos üzleti célú mobiltelefon-piacon túl, a Casio G-Shock és a Sony Walkman tervei alapján. A telefon így nagyon befolyásos lett.

## Jelentős Funkciók
- Három játék érkezett előzetesen: Snake, Memory  és Rotation. Az ilyen játékok hozzáadásának köszönhetően az ifjúsági piacon magas értékesítés történt, amely nagyon gyors ütemben bővült. A 3210-es verzió néhány változata a „rejtett” játékok, a React and Logic volt. Ezeket speciális szoftver segítségével aktiválták egy adatkábel segítségével.
- A 3210 volt az egyik első mobiltelefon, amely belső antennát tartalmazott, megkülönböztetve a kézibeszélőt a másoktól, amelyek külső antennákat tartalmaztak. A recepció, bár szegényebb, mint elődje, a 3110, még mindig nagyon jó volt.
- A 3210 volt az első olyan eszköz, amely a Nokia Composer szoftverével volt feltöltve, ami lehetővé tette a felhasználók számára, hogy kézzel állítsák össze a monotone csengőhangokat.
- Az SMS-üzeneteken keresztül küldött képüzeneteket a kézibeszélőben valósították meg, így a felhasználók előre telepített képeket küldhetnek egymásnak. Ezek közé tartozik többek között a "Boldog születésnapot" tartalmazó kép.
- A telefon lehetővé tette egycsatornás csengőhangok létrehozását belső szoftver segítségével. Lehetőség van a csengőhangok elküldésére egy másik Nokia telefonra.
- A kézibeszélő versenyképes árú volt, és kifejezetten a tinédzserekre és a fiatal szakemberekre irányult. Ez volt abban az időben, amikor kevés fiatalnak volt hozzáférése egy mobiltelefonhoz, és általában régebbi szakemberek és üzletemberek voltak.
- A 3210-et eredetileg vibráló riasztási funkcióval tervezték. A Nokia úgy döntött, hogy bizonyos joghatóságokon belül nem hajtja végre ezt a funkciót egyes készülékekben. Néhány hónappal az Egyesült Királyság kiadása után néhány mobiltelefon-javítóműhely felajánlotta az ügyfeleknek a rezgéscsillapító funkcióra való frissítést kis díj ellenében.

## Specifikációk
- Készenléti idő: 55–260 óra
- Beszélgetési idő: 180–270 perc
- Töltési idő: 4 óra
- Csengőhang-zeneszerző
- Kettős sáv: igen
- Rezgő riasztás (opcionális)
- Gyorstárcsázás
- 3 játék
- Belső antenna
- Zöld háttérvilágítás
- Cserélhető külső